# Timbuktu (rappeur)
Pour les articles homonymes, voir Timbuktu.
Timbuktu, de son vrai nom Timothy Wallace, est un musicien canadien de hip-hop underground.

## Biographie
Timothy Wallace est né à London, en Ontario. Il est pendant un temps membre du groupe Toolshed (avec Chokeules, Psyborg et Selfhelp),,. Il se sépare du groupe pour faire une carrière en solo et sortir son premier album,  Stranger Danger, en 2010,,. Il est suivi en 2014 d'un deuxième album, How Huge: The Legend of Howard Huge, et en 2021 de It’s Alright In the Daylight.
Il est également membre des groupes Backburner,,, Wolves (avec Bix, D-Sisive, Ghettosocks et Muneshine), Swamp Thing (avec Chokeules et Savillion) et My Giants (avec Ambition et Uncle Fester), et forme la moitié des duos Teenburger (avec Ghettosocks),,, et Sequestrians (avec Chokeules).

## Discographie

### Timbuktu
- 2010 : Stranger Danger
- 2014 : How Huge: The Legend of Howard Huge
- 2021 : It’s Alright In the Daylight

### Toolshed
- 2000 : Toolshed
- 2000 : Clockwork Awkward
- 2002 : Schemata
- 2003 : Illustrated
- 2009 : Relapse
- 2011 : The Lost

### Swamp Thing
- 2011 : The Grind House EP
- 2012 : Creature Feature
- 2013 : Firedogs
- 2014 : Outer Limits
- 2015 : Planet Murk (produit par Peter Project des Backburner)
- 2016 : Pray to Science
- 2018 : Horse Power
- 2019 : Cherry Mongoose

### Teenburger
- 2011 : Burgertime
- TBA : Hive Mind [11] (avec The Herbaliser)

### Backburner
- 2011 : Heatwave
- 2012 : Heatwave Remixes
- 2015 : Eclipse

### Autres collaborations
- 2005 : Get the Benjamins (avech Chokeules, as Sequestrians)
- 2013 : Wolves (avec Bix, D-Sisive, Ghettosocks & Muneshine, sous le nom de Wolves)

### Compilations
- 2011 : Train of Thought (avec Ghettosocks, Muneshine & Jeff Spec)

### Apparitions
- 2008 : Ghettosocks - Ballz in Yo Stomach sur l'album I Can Make Your Dog Famous
- 2009 : Ghettosocks - Rock the Discotech sur l'album Treat of the Day
- 2011 : Twin Peaks - Heavy D sur l'album Kissing Hands and Shaking Babies